# Frederick Parkes Weber
Frederick Parkes Weber (8. května 1863 – 2. července 1962, Londýn) byl britský lékař a dermatolog působící v Londýně. Zabýval se vzácnými chorobami a několik z nich, které popsal, je po něm eponymně pojmenováno.

## Život
Studoval na Trinity College na Cambridge University, v nemocnici sv. Bartoloměje v Londýně a na univerzitách v Paříži a Vídni. Jeho otec, sir Hermann David Weber (1823–1918), byl osobním lékařem britské královny Viktorie.
Za svou více než 50letou kariéru napsal přes 1200 odborných článků a přispěl k více než 20 knihám či kapitolám. Mezi jím popsané choroby patří například: Klippelův-Trénaunayův-Weberův syndrom, Oslerův-Renduův-Weberův syndrom, Pfeiferova-Weberova-Christianova nemoc nebo Sturgeův-Weberův-Krabbeův syndrom.